# ألتبة (كوهستان)
ألتبة (بالفارسية: التپه) هي قرية تقع في إيران في قسم کوهستان الريفي. يقدر عدد سكانها بـ 1,903 نسمة .